# Els Verds Ecopacifistes
Els Verds Ecopacifistes, oficialment Los Verdes-Ecopacifistas i acrònim LV-E, és un partit polític ecologista amb seu a València i fundat el 1988.
L'any 2010 es fusionà amb Verds - Greens - Verdes del Mediterráneo. A les eleccions a les Corts Valencianes de 2011 es presentaren conjuntament amb la coalició Verds i Ecopacifistes.